# Guy Feutchine
Guy Armand Feutchine (Douala, 18 novembre 1976) è un ex calciatore camerunese, di ruolo centrocampista. Ha giocato anche per la Nazionale di calcio del Camerun, con cui arrivò ai quarti di finale della Coppa d'Africa del 2006.

## Palmarès

### Club

#### Competizioni nazionali
- Coppa di Grecia: 1

PAOK Salonicco: 2002-2003